# Elio Vito
Pour les articles homonymes, voir Elio (homonymie).
Elio Vito (né le 12 novembre 1960 à Naples) est une personnalité politique italienne, ancien ministre sans portefeuille des Rapports avec le Parlement depuis le 7 mai 2008, et ce, et jusqu'à la démission du gouvernement Berlusconi IV.

## Biographie

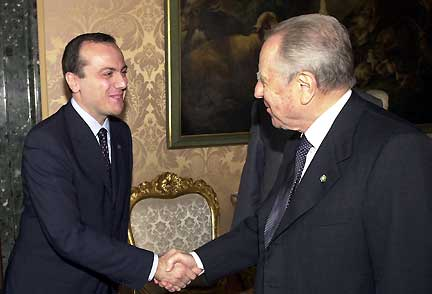
Elio Vito et le président Carlo Azeglio Ciampi, 2001

Elio Vito commence sa carrière militante chez les Radicaux italiens et il est député sur la liste de Marco Pannella en 1992 et 1994. Il change alors pour Forza Italia. En 2001, il devient chef du groupe parlementaire de cette dernière.